# Controverse du Jutland
 (décembre 2010).
Si vous disposez d'ouvrages ou d'articles de référence ou si vous connaissez des sites web de qualité traitant du thème abordé ici, merci de compléter l'article en donnant les références utiles à sa vérifiabilité et en les liant à la section « Notes et références ».
Pendant la Première Guerre mondiale, la bataille navale du Jutland (31 mai - 1er juin 1916) oppose les flottes de la Royal Navy et de la Marine impériale allemande en mer du Nord. Le résultat n'étant pas à la mesure des espérances britanniques, une vive querelle surgit au Royaume-Uni entre les partisans de deux amiraux impliqués dans cette bataille : l'amiral Jellicoe, commandant de la Grand Fleet et l'amiral Beatty, chef d'escadre. Cette querelle est connue sous le nom de controverse du Jutland.

## L'origine de la querelle

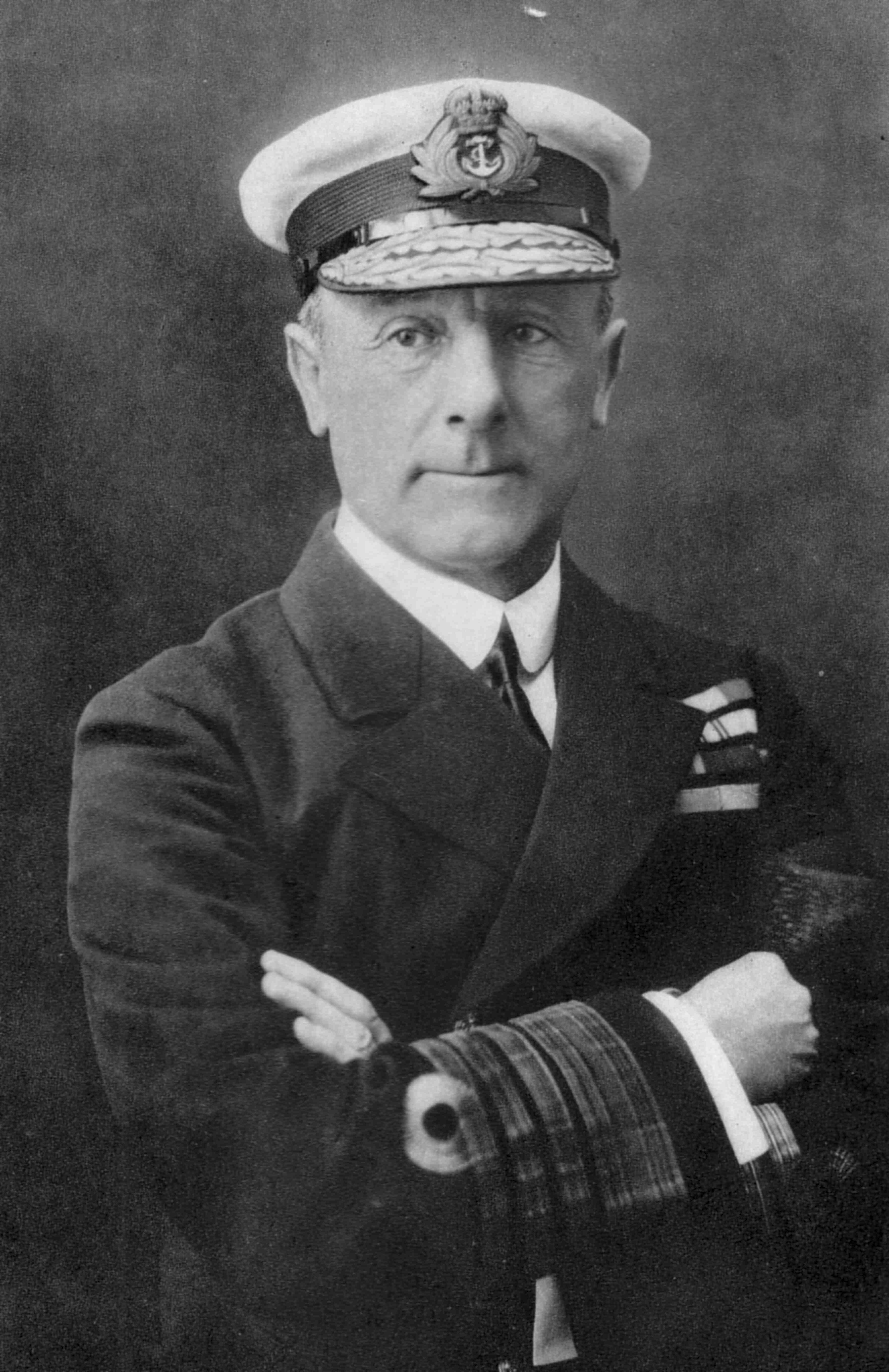
L'amiral John Jellicoe en 1917.

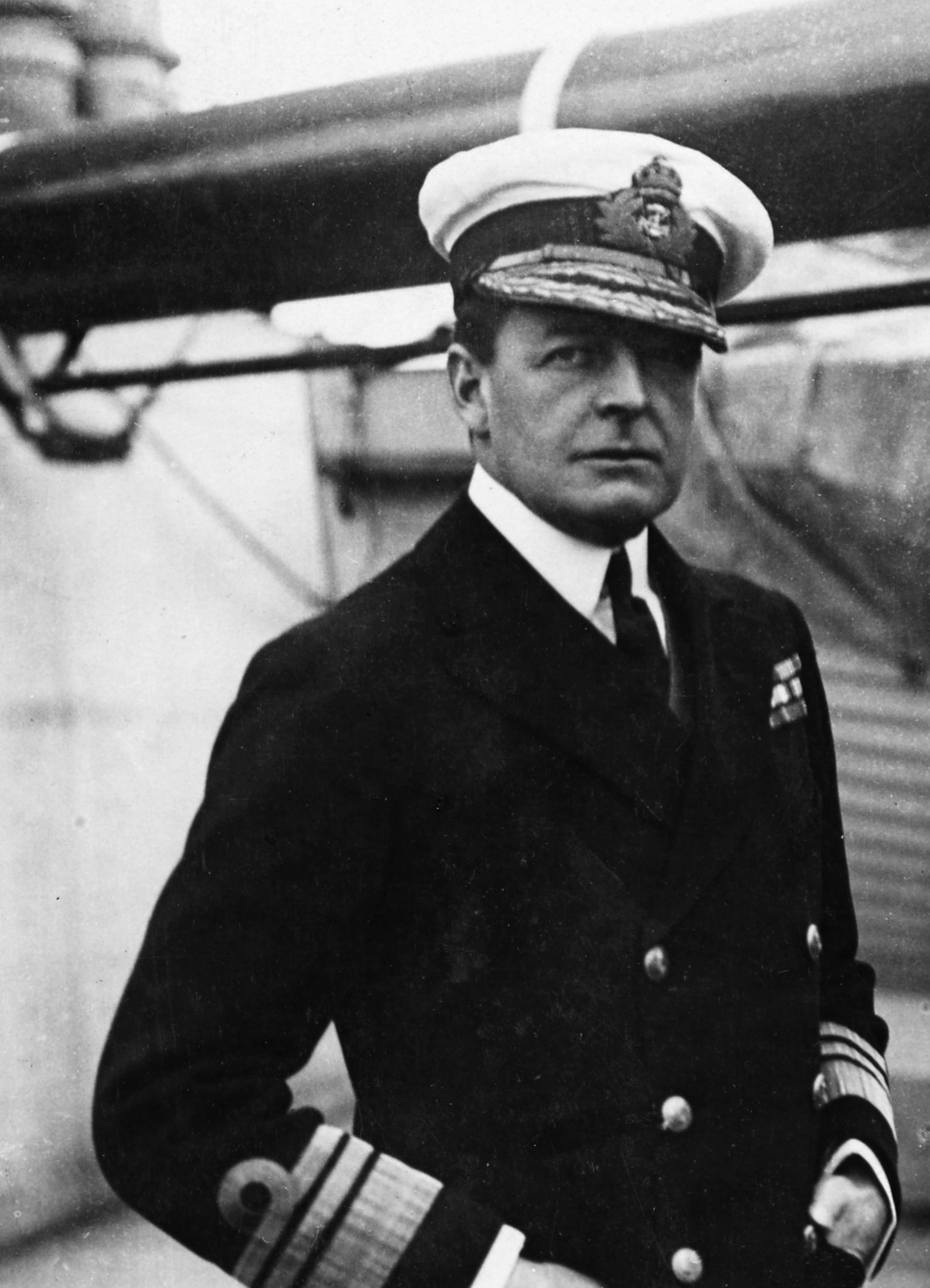
Le vice-amiral David Beatty en 1916.

Elle est à rechercher dans la manière dont le monde apprit ce qui s'était passé, ainsi que dans la différence de tempérament entre Jellicoe et Beatty.
Les premières informations connues sont données par les Allemands, qui publient le communiqué suivant, dans l'après-midi du jeudi 1er juin 1916 :

« … Au cours d'une sortie au nord, notre flotte de Haute Mer a rencontré le gros de la flotte anglaise, de force très supérieure à la nôtre. Une suite d'engagements sérieux s'est déroulée dans l'après-midi du 31 mai entre le Skagerrak et le Horn Reef. Ces engagements à notre avantage se sont poursuivis toute la nuit. Au cours de ces opérations, d'après les nouvelles parvenues jusqu'ici, le grand cuirassé Warspite et les croiseurs de bataille Queen Mary et Indefatigable ont été coulés, ainsi que deux croiseurs cuirassés, probablement du type "Achilles", un croiseur léger, les récents conducteurs de flottille Turbulent, Nestor et Acasta, et un grand nombre de torpilleurs ainsi qu'un sous-marin. Il résulte d'observations précises qu'un grand nombre de cuirassés britanniques ont été endommagés par notre artillerie et nos torpilles au cours des combats de jour et de nuit. Entre autres le grand navire de ligne Marlborough a été atteint par une torpille, le fait a été confirmé par les prisonniers. Plusieurs de nos bâtiments ont recueilli les survivants des navires britanniques coulés dont les deux hommes échappés à la destruction de l'Indefatigable. De nôtre côté le croiseur léger Wiesbaden a été coulé par le feu ennemi dans la journée et le Pommern dans la nuit, par une torpille. Le sort du Frauenlaub manquant et de quelques torpilleurs non encore rentrés est inconnu. La flotte de Haute Mer a rallié nos ports dans la journée…. »

Ce communiqué triomphant suscite l'enthousiasme. Ainsi, le journal Tageszeitung ira jusqu'à déployer une banderole au-dessus de son porche d'entrée : « Un nouveau Trafalgar ! ».
Le communiqué allemand n'est pas retenu longtemps par la censure britannique et est diffusé au Royaume-Uni, le vendredi 2 juin, entre 10 h et 11 h, avant même que l'Amirauté soit en mesure de fournir son propre communiqué.
Ce n'est que le lendemain, samedi 3 juin, que la presse britannique peut enfin publier le communiqué suivant, laborieusement rédigé par l'Amirauté, :

« … Dans l'après-midi du mercredi 31 mai, un engagement a eu lieu au large de la côte du Jutland. La flotte des croiseurs de bataille, quelques croiseurs et croiseurs légers, soutenus par quatre cuirassés rapides ont eu à supporter l'effort de l'ennemi. Les pertes ont été lourdes. La flotte de bataille ennemie, favorisée par la faible visibilité, a pu éviter une action prolongée avec le gros des forces britanniques. Dès que celles-ci parurent, l'ennemi fit route vers ses ports non sans avoir à souffrir fortement du tir de nos cuirassés. Les croiseurs de bataille Queen Mary, Indefatigable et Invincible, les croiseurs Defence et Black Prince ont été coulés. Le Warrior, désemparé, a dû être abandonné par son équipage, après avoir été remorqué pendant quelque temps. On sait également que les destroyers Tipperary, Turbulent, Fortune, Sparrowhawk et Ardent se sont perdus. Six autres manquent. Aucun cuirassé ou croiseur léger britannique n'a coulé. Les pertes de l'ennemi sont sérieuses. Un croiseur de bataille au moins a été détruit; un cuirassé aurait été coulé de nuit par une torpille; deux croiseurs légers ont été désemparés et probablement coulés. Le nombre exact de torpilleurs ennemis coulés ou désemparés ne peut être donné avec certitude. Il doit être élevé…. »

La prudence britannique face au ton triomphant allemand eut pour conséquence de faire naître l'idée que cette bataille s'est soldée par une défaite britannique que les autorités chercheraient à cacher. C'est en ce sens que réagit la presse. D'autant que Jellicoe était connu pour ses mauvaises relations avec les journalistes. Lesquels marquaient une préférence pour Beatty, plus mondain.
Cherchant probablement à contrer l'idée fausse d'une défaite qui se répandait, des articles vont apparaître mettant en valeur les courageux navires de l'impétueux Beatty affrontant les hordes germaniques. Mais s'il a soutenu, seul, le combat contre la flotte allemande cela revient aussi à dire que Jellicoe n'était pas à son poste...

## Le développement de l'affrontement
À partir de là, va se développer une longue polémique, qui va durer quasiment jusqu'au début de la Seconde Guerre mondiale, polémique attisée tant par les maladresses de l'Amirauté que par la fougue des partisans des deux camps.
L'Amirauté est consciente d'avoir perdu la première manche dans la guerre des communiqués. Elle diffusera plusieurs autres communiqués qui commenceront à faire apparaître la vantardise des services de propagande allemands. Mieux, elle a alors l'idée de demander un rapport à une personnalité indiscutable. Ce sera Winston Churchill (ancien Premier Lord de l'Amirauté) qui pourra consulter tous les documents et librement établir la réalité des faits. Winston Churchill ne compte pas au rang des supporteurs de Jellicoe. Mais son rapport est assez équilibré.
Mais il en faudrait plus pour ébranler les certitudes. Quand la presse se voit refuser la consultation des mêmes documents, pour contrôler la valeur du rapport qu'on lui offre, elle en déduit que ce rapport n'est pas sincère et donc que l'on cherche toujours à protéger Jellicoe.
La promotion de Lord Jellicoe au poste de Premier Lord de la Mer  sera interprétée comme une mise à l'écart et, par conséquent, comme un aveu de sa responsabilité dans la défaite supposée. D'autant que son successeur à la tête de la Grand Fleet n'est autre que Beatty.
Un nouveau rapport est alors demandé au vice-amiral J.E.T. Harper. Mais les circonstances politiques vont contrarier cette nouvelle tentative et à nouveau relancer la polémique. À la suite d'un changement de cabinet, c'est Beatty qui devient Premier Lord de la Mer, remplaçant Jellicoe. Et, avec la valse des titulaires qui accompagne le nouveau gouvernement, le rapport va être enterré discrètement.
Maintenant, c'est au tour des partisans de Lord Jellicoe de donner de la voix. À les en croire, si le rapport est enterré, c'est parce qu'il gêne Beatty et son clan. Par conséquent, cela veut dire que c'est lui le responsable de la non-victoire (on ne parle plus maintenant de défaite).
C'est à cette période que vont paraître de nombreux ouvrages et articles prenant parti pour l'un ou l'autre des amiraux avec, parfois, des arguments peu reluisants et des attaques personnelles.
Les critiques se focalisaient sur la décision de Jellicoe de 19 h 45. Scheer avait lancé ses croiseurs et ses destroyers en avant pour mener des attaques à la torpille et couvrir la retraite de ses gros bâtiments et Jellicoe choisit de mettre le cap au sud-est pour se mettre hors de portée des torpilles. Que se serait-il passé s'il avait choisi l'autre option plus offensive qui est de présenter la proue ? Ses navires auraient-ils pu éviter les torpilles et anéantir la flotte allemande ? En tout état de cause, au lieu de s'éloigner de celle-ci, il lui aurait sans doute coupé la retraite en l'enveloppant et en lui barrant le T pour la troisième fois.  
L'autre camp impute à l'amiral Beatty l'échec britannique à remporter une victoire totale. Tout le monde s'accorde sur le courage de Beatty, mais le combat qu'il a mené contre la Hochseeflotte a failli tourner au désastre. La majorité des pertes britanniques, en termes de tonnage, vient de l'escadre de Beatty. Les trois principaux navires coulés étaient sous les ordres de Beatty. Commandant sa « cavalerie » de croiseurs de bataille rapides, il les a utilisés d'une manière totalement inappropriée en les lançant dans une attaque frontale (des charges de cavalerie!) contre des croiseurs de bataille, plus puissants et mieux protégés, tactique aventureuse et, ce qui était prévisible, sanglante.
En outre, ses défaillances de commandement sont également mises en exergue. À plusieurs reprises, il a été incapable de fournir des informations précises à Jellicoe sur les positions de la flotte adverse mais également sur ses propres positions. Il n'a pas accordé assez d'attention au suivi de ses instructions, ne se préoccupant ainsi nullement de savoir si les 4 bâtiments de la 5e escadre en appui de ses croiseurs, avaient bien reçu ses ordres, et engageant en conséquence les navires de Hipper avec ses croiseurs de bataille seuls sans que les cuirassés soient en mesure de les appuyer. Au lieu de profiter de l'avantage de portée de tir dont disposait ses vaisseaux sur ceux des Allemands, il a livré un combat trop rapproché, permettant de surcroît à ses adversaires de profiter pleinement de leur meilleure science de l'artillerie, résultat d'un entraînement nettement supérieur à celui des Britanniques. La fameuse remarque : « Il y a quelque chose qui ne va pas avec nos maudits navires aujourd'hui » peut être interprétée comme une tentative de Beatty de refuser d'assumer les responsabilités du mauvais déroulement du combat. Et, nonobstant les médiocres qualités de commandement dont il fit preuve, il ne se priva pas de souligner par la suite le prétendu manque de mordant de Jellicoe, et cela alors même que lui-même et Arbuthnot s'étaient fait sérieusement étriller par Hipper pour avoir attaqué de manière quasi irréfléchie.
Les partisans de Jellicoe, parmi lesquels se range l'historien naval Julian Corbett, soulignent la folie qu'il y a à risquer la défaite, lorsque l'on est d'ores et déjà assuré de la maîtrise de la mer. Dans une lettre adressée à l'Amirauté avant la bataille et dans laquelle il développait ses choix tactiques, Jellicoe précisait d'ailleurs que si d'aventure, il avait le sentiment que l'ennemi cherchait à l'entraîner sur un champ de mines ou au sein d'une meute de sous-marins, il préférerait rompre le combat (de par sa formation de « canonnier », il nourrissait une crainte peut-être exagérée et une répulsion certaine à l'égard de ces armes sournoises que sont les torpilles et les mines).  Cette position avait alors été avalisée par l'Amirauté. Quoi que l'on puisse penser du résultat de la bataille, il est certain que les enjeux étaient très élevés et la pression sur Jellicoe immense. Sa prudence était compréhensible, et l'on peut admettre qu'il ait estimé ne pas vouloir mettre en péril l'Empire Britannique, même s'il avait peut-être 90 chances sur cent de remporter un triomphe. En tous cas, une personne, et non des moindres, ne lui reprochera pas de ne pas avoir tenté le pari : Winston Churchill, qui déclarera que Jellicoe « a été le seul homme qui aurait pu perdre la guerre en un simple après-midi »,. Jellicoe savait exactement ce qu'il pouvait attendre de ses navires et les risques qu'ils encouraient, tout en manœuvrant de manière remarquable compte tenu de l'imprécision des informations et des conditions de visibilité médiocres et changeantes. Il n'est nullement certain que ce fut le cas de Beatty. Enfin les critiques adressées aux amiraux britanniques ne rendent pas justice à Scheer, qui était déterminé à sauver sa flotte coûte que coûte et qui a fait preuve d'une remarquable habileté et d'une certaine audace. Mais également au sacrifice de la flottille de Hipper et des torpilleurs allemands à qui il demanda de retarder le gros de la flotte anglaise pour lui permettre de se dérober.

### ouvrages en anglais
- (en) Admiralty's narrative of the battle of Jutland  (trad. C.F. Guette), Société d'Éditions Géographiques, Maritimes & Coloniales, 1926Relation officielle de la bataille, côté britannique. Complet, mais partial et manquant de clarté, ce document deviendra à son tour l'un des éléments de la querelle.
- (en) Andrew Gordon, The rules of the game : Jutland and british naval command, John Murray, 1996, 710 p. (ISBN 978-0719561313)
- (en) Donald Macintyre, Jutland, Evans Brothers Ltd, 1957, 210 p.

### Ouvrages en français
- Vice-amiral R. Bacon, Le scandale de la Bataille du Jutland, Payot, 1929C'est l'exemple de document partial comme en ont lancé les partisans de Jellicoe.
- Gibson et Harper, L'énigme du Jutland, Éditions de la Nouvelle Revue Critique, 1936Plus mesuré, l'un des auteurs est celui du rapport enterré par l'Amirauté.
- René Maine, Nouvelle histoire de la marine, t. 2 : La vapeur - La cuirasse et le canon - Le Jutland, Éditions maritimes et d'outre-mer (EMOM), 1977Le tome contient une description détaillée de la bataille (350 pages), minute par minute, avec de nombreux schémas.

Pour une étude récente de la bataille du Jutland, le lecteur pourra se reporter à :
- François-Emmanuel Brezet, Le Jutland (1916), la plus formidable bataille navale de tous les temps, Paris, Economica, 1992, 164 p. (ISBN 2-7178-2223-2)